# Райнер Кунце
Райнер Кунце (на немски: Reiner Kunze) е германски поет, белетрист, публицист, преводач и автор на книги за деца.

## Биография и творчество

### Произход и образование
Роден е на 10 август 1933 г. в Йолсниц, Ерцгебирге в семейството на миньор. Кунце изучава философия, журналистика и публицистика в университета „Карл Маркс“ в Лайпциг. Ранните си стихове публикува през 1953 г. в списание „Нойе дойче литератур“. От 1955 до 1959 г. е научен сътрудник в Лайпцигския университет.

### 60-те и 70-те години
Първата стихосбирка на Райнер Кунце излиза под заглавие „Птици над росата“ (1959) и съдържа любовна лирика и песни, последвана от „Ала славеят ликува“ (1962). Политически нападки принуждават Кунце да прекъсне научното си поприще, малко преди да защити докторската си дисертация. Препитава се със случайна работа и две години пребивава в Чехословакия. Това е времето, когато създава първите си преводи от чешки и поетическата си книга „Посвещения“ (1963). През 1968 г. в знак на протест срещу навлизането на държавите от Варшавския договор в Чехословакия и смазването на Пражката пролет Райнер Кунце напуска партията. Стихосбирката му „Чувствителни пътища“  (1969) предизвиква остра реакция сред културната администрация на ГДР. Все пак излизат стихосбирките му „Стайна сила на звука“ (1972) и „Писма със син печат“ (1973). А прозаичната книга на Кунце „Чудесните години“ (1976), публикуван във ФРГ, става причина да бъде изключен от Съюза на писателите в ГДР, което означава забрана за публикуване.

### Емиграция във ФРГ
Поради нарастващия натиск върху него и семейството му Райнер Кунце се преселва през 1977 г. във ФРГ. Там издава стихосбирките „На своя надежда“ (1981), „Разговори с кос“ (1984) и „Единственият на всекиго живот“ (1986). През 1988 – 1989 г. Кунце изнася лекции по поетика в Мюнхенския и Вюрцбургския университет.
След политическата промяна в Германия през 1989 г. е избран за почетен доктор на Дрезденския технически университет (1992). Почетен гражданин на Грайц (1995). Публикува още стихосбирката „Един ден върху тази земя“ (1998). Установява се да живее в Ерлау край Пасау, Бавария.
Книгите на Райнер Кунце са преведени на 30 езика.
В чест на поета родният му град Йолсниц учредява литературната награда „Райнер Кунце“, която се присъжда от 2007 г. на всеки две години.

## Награди и отличия
- 1968: Übersetzerpreis des Tschechoslowakischen Schriftstellerverbandes
- 1971: „Немска награда за детско-юношеска литература“
- 1973: „Голяма литературна награда на Баварската академия за изящни изкуства“
- 1973: Mölle-Literatur-Preis
- 1977: „Награда Георг Бюхнер“
- 1977: „Награда Андреас Грифиус“ (заедно с Розе Ауслендер)
- 1977: „Награда Георг Тракл за поезия“
- 1979: Bayerischer Filmpreis für das Drehbuch zum Film Die wunderbaren Jahre
- 1981: Geschwister-Scholl-Preis für Auf eigene Hoffnung
- 1984: „Награда Айхендорф“ на град Ванген
- 1984: Федерален орден за заслуги първа степен
- 1988: Bayerischer Verdienstorden
- 1990: Hanns Martin Schleyer-Preis
- 1993: Почетен доктор на Техническия университет в Дрезден
- 1993: Голям Федерален орден за заслуги
- 1993: Lessing-Ring
- 1993: „Културна награда на немските масони“
- 1995: Почетен гражданин на град Грайц
- 1997: „Вайлхаймска литературна награда“
- 1999: „Награда Фридрих Хьолдерлин на град Бад Хомбург“
- 2000: Christian-Ferber-Ehrengabe der Deutschen Schillerstiftung
- 2001: „Награда Ханс Зал“
- 2001: Bayerischer Maximiliansorden für Wissenschaft und Kunst
- 2002: Kunstpreis zur deutsch-tschechischen Verständigung
- 2002: Sprachwahrer des Jahres der Deutschen Sprachwelt
- 2003: Ján Smrek|Ján-Smrek-Preis
- 2003: Почетен гражданин на град Йолсниц / Ерцгебирге
- 2004: Preis der Schweizer Stiftung für Abendländische Ethik und Kultur
- 2004: Premia Bohemica
- 2006: Ehrengast des Heinrich-Heine-Hauses Lüneburg
- 2007: Ehrenmitglied der Neuen Fruchtbringenden Gesellschaft
- 2008: Verdienstorden des Freistaats Thüringen für sein Lebenswerk
- 2009: „Тюрингска литературна награда“
- 2009: Memminger Freiheitspreis 1525
- 2011: Ehrenbürgerschaft des Marktes Obernzell
- 2012: Sächsischer Verdienstorden
- 2013: Preis des Landes Südmähren – Cena Jihomoravského kraje
- 2013: Robert-Schuman-Medaille
- 2014: Gratias-Agit-Preis des tschechischen Außenministeriums
- 2014: Hohenschönhausen-Preis[2]
- 2015: Franz Josef Strauß-Preis der Hanns-Seidel-Stiftung[3]